# Пут
Пут — річка в Росії, протікає Свердловською областю. Гирло річки знаходиться за 96 км по лівому березі річки Бісерть . Довжина річки становить 50 км. За 24 км від гирла по лівому березі річки впадає річка Юрмис. За 32 км від гирла по лівому березі річки впадає річка Урташ.

## Дані водяного реєстру
За даними державного водного реєстру Росії відноситься до Камського басейнового округу, водогосподарська ділянка річки — Уфа від Нязепетровського гідровузла до Павловського гідровузла, без річки Ай, річковий підбасейн річки — Біла. Річковий басейн річки — Кама .
Код об'єкта у державному водному реєстрі — 10010201112111100021145 .